# Limnanthaceae
Limnanthaceae — невелика родина однорічних трав, що поширені в помірній зоні Північної Америки. Наразі відомо вісім видів і дев'ятнадцять таксонів. Представники цеї родини поширені у весняних ставочках Каліфорнії. Деякі таксони були одомашнені для використання як олійних культур. Деякі члени перераховані як такі, що перебувають під загрозою зникнення, і були предметом суперечок щодо планів розвитку (наприклад, Limnanthes floccosa subsp. californica, Limnanthes vinculans).
Limnanthaceae є членами нещодавно ідентифікованої клади (Brassicales) рослин, що виробляють гірчичну олію. Вони мають різкий смак, схожий на гірчицю, редьку або каперси.